# Eric Romain
Eric Romain (28 september 1959) is een Belgisch voormalig voetbalscheidsrechter. Hij was in dienst van de KBVB en leidde ook wedstrijden in de Ligue 1.
Op 28 september 1998, tijdens zijn 39e verjaardag, debuteerde Romain als scheidsrechter in de UEFA Cup. Op die dag speelden Bologna FC en Sporting Lissabon tegen elkaar in de eerste ronde. Bologna won met 2-1 en Romain gaf drie kaarten aan het elftal uit Lissabon, waarvan twee aan Simão. In 1998 leidde Romain zijn eerste interlandwedstrijd.

## Interlands
| Datum            | Plaats            | Wedstrijd            | Uitslag | Competitie           | Kreeg geel | Kreeg voor de tweede keer geel en dus rood | Weggestuurd |
| ---------------- | ----------------- | -------------------- | ------- | -------------------- | ---------- | ------------------------------------------ | ----------- |
| 5 juni 1998      | Sofia, Bulgarije  | Bulgarije – Algerije | 2 – 0   | Vriendschappelijk    | 6          | 0                                          | 0           |
| 13 oktober 1998  | Arnhem, Nederland | Nederland – Ghana    | 0 – 0   | Vriendschappelijk    | 3          | 0                                          | 0           |
| 28 april 1999    | Riga, Letland     | Letland – Albanië    | 0 – 0   | EK 2000 kwalificatie | 1          | 0                                          | 0           |
| 8 september 1999 | Tórshavn, Faeröer | Faeröer – Litouwen   | 0 – 1   | EK 2000 kwalificatie | 2          | 0                                          | 0           |
| 28 maart 2001    | Cardiff, Wales    | Wales – Oekraïne     | 1 – 1   | WK 2002 kwalificatie | 3          | 0                                          | 0           |
| 6 juni 2001      | Jerevan, Armenië  | Armenië – Polen      | 1 – 1   | WK 2002 kwalificatie | 8          | 2                                          | 2           |